# Wieden
Wieden () è il quarto distretto di Vienna, in Austria ed è situato subito a sud del primo e centrale distretto, la Innere Stadt.

## Politica

### Presidenti del distretto
| Presidenti dal 1945         | Presidenti dal 1945 |
| --------------------------- | ------------------- |
| Herbert Prix                | 4/1945-5/1945       |
| Gottfried Albrecht (SPÖ)    | 5/1945-1946         |
| Franz Stöger (ÖVP)          | 1946-1952           |
| Franz Ramel (ÖVP)           | 1952-1969           |
| Herbert Walkersdorfer (ÖVP) | 1969-1973           |
| Herta Haider (ÖVP)          | 1973-1987           |
| Karl Lengheimer (ÖVP)       | 1987-1997           |
| Susanne Emmerling (ÖVP)     | 1997-2001           |
| Susanne Reichard (ÖVP)      | 2001-               |